# Liste des piscines de Lyon
Cet article présente une liste des piscines de Lyon, en France. En mars 2015, la ville compte onze piscines municipales, en activité.

## Liste
| Nom                                              | Saison     | Localisation                    |
| ------------------------------------------------ | ---------- | ------------------------------- |
| Centre Nautique Tony Bertrand (piscine du Rhône) | Été, hiver | 45° 45′ 13″ N, 4° 50′ 16″ E     |
| Centre nautique Lyon, Vénissieux, Saint-Fons     | Été, hiver | 45° 43′ 08,4″ N, 4° 51′ 27,9″ E |
| Parc de loisirs Aquavert                         | Été, hiver | 45° 45′ 05″ N, 4° 46′ 13″ E     |
| Piscine de Vaise                                 | Été, hiver | 45° 46′ 14,1″ N, 4° 47′ 46,8″ E |
| Piscine de Gerland                               | Été        | 45° 43′ 29,1″ N, 4° 49′ 50,2″ E |
| Piscine de La Duchère                            | Été        | 45° 47′ 16″ N, 4° 47′ 55,9″ E   |
| Piscine Jean Mermoz                              | Été        | 45° 43′ 49,5″ N, 4° 53′ 09,1″ E |
| Piscine Benjamin Delessert                       | Hiver      | 45° 44′ 25,8″ N, 4° 50′ 25,1″ E |
| Piscine Charial                                  | Hiver      | 45° 45′ 26,6″ N, 4° 52′ 15,6″ E |
| Piscine Garibaldi                                | Hiver      | 45° 45′ 20,5″ N, 4° 51′ 11,3″ E |
| Piscine Saint-Exupéry                            | Hiver      | 45° 46′ 52,9″ N, 4° 49′ 18,8″ E |
| Piscine Tronchet (réservée aux clubs)            | Hiver      | 45° 46′ 15,5″ N, 4° 51′ 30,7″ E |

## Galerie

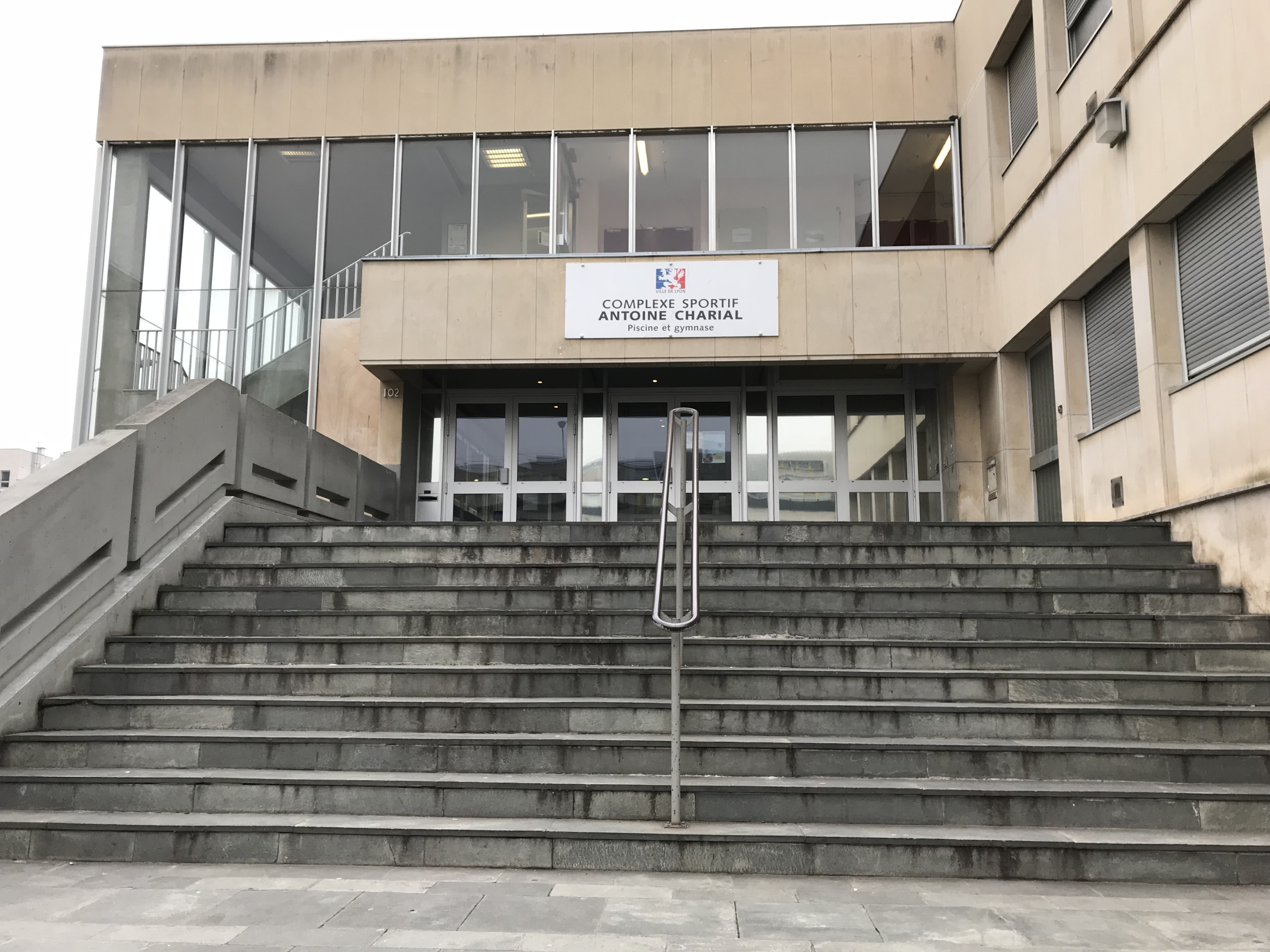
Piscine Charial
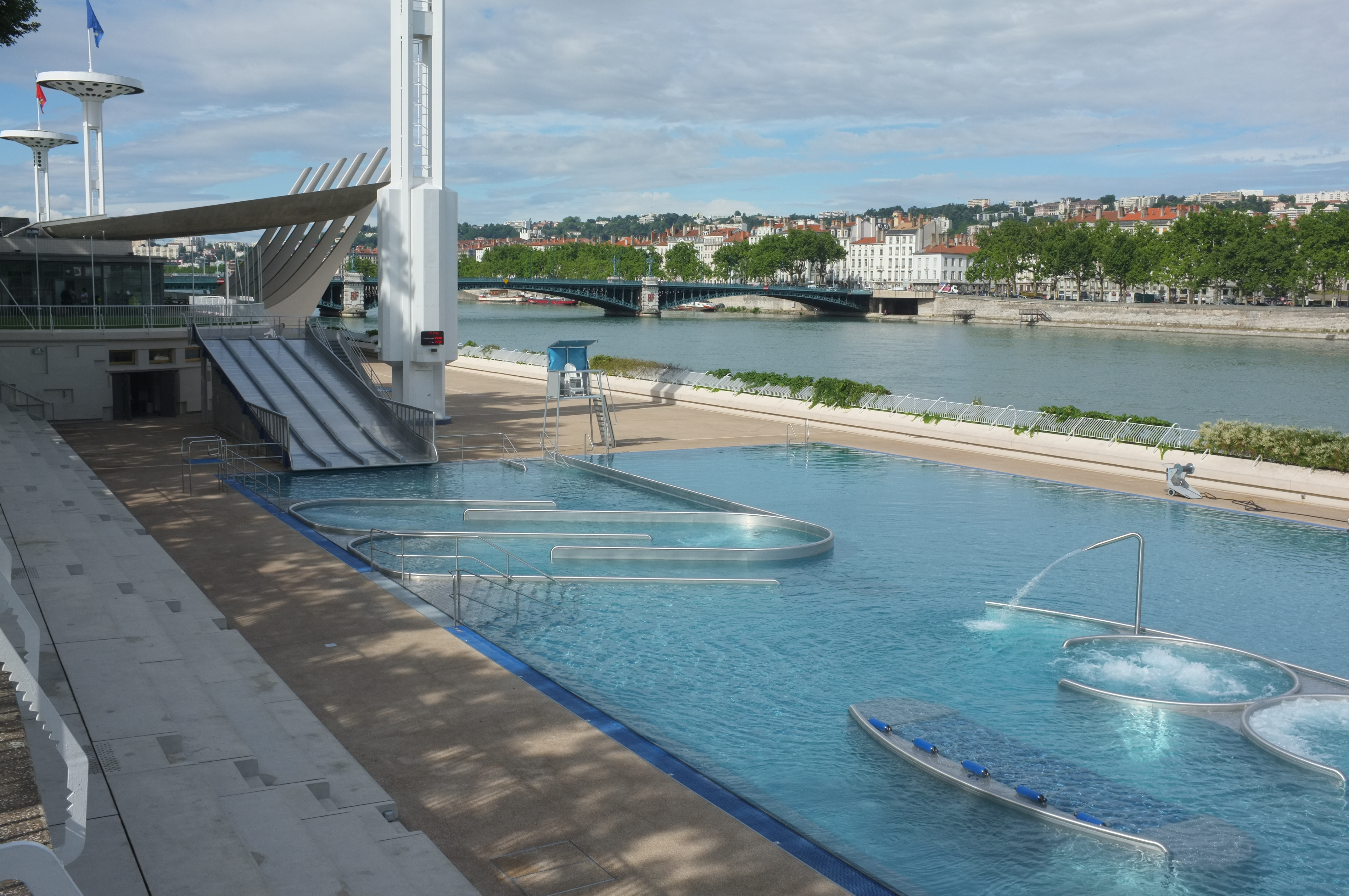
Piscine du Rhône
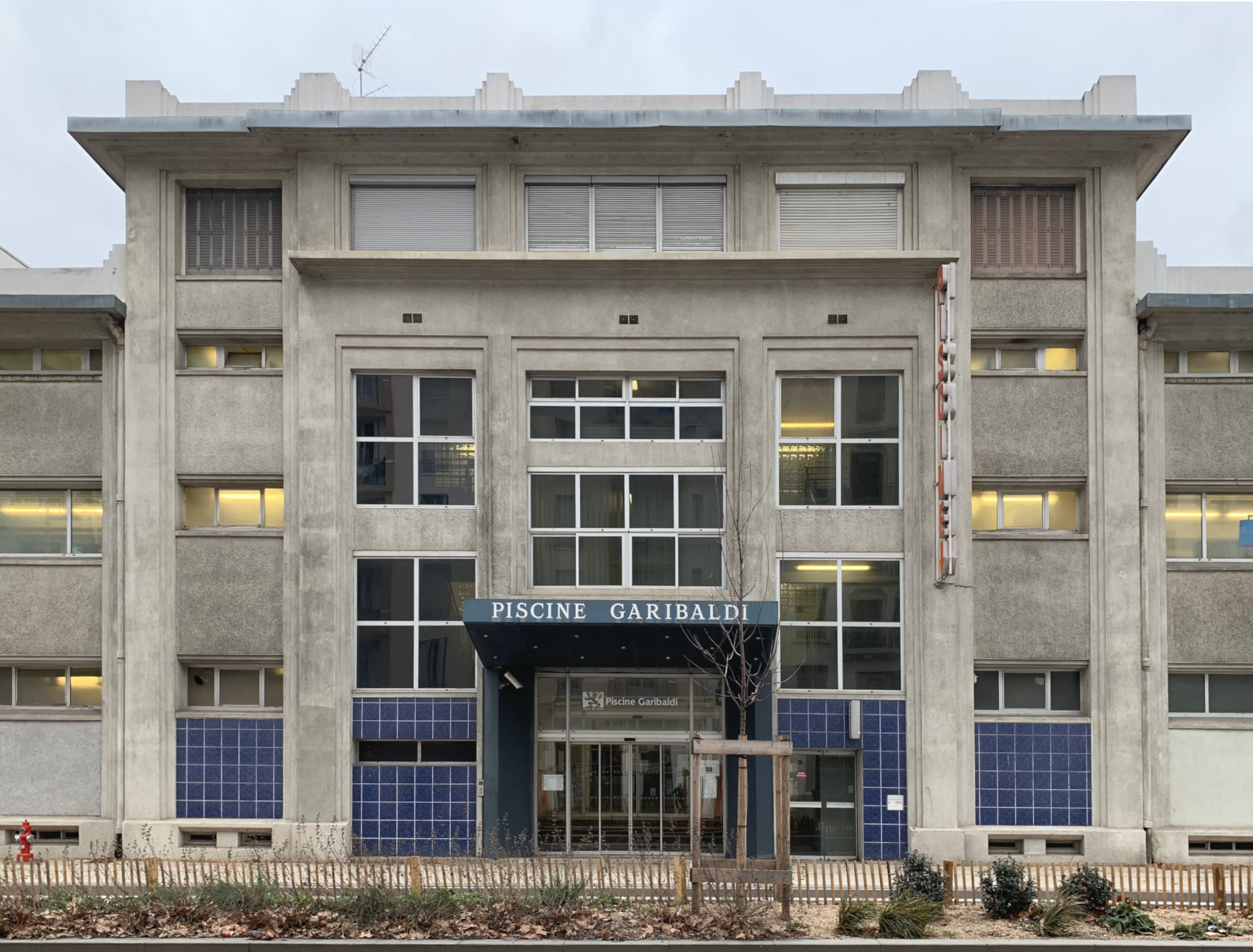
Piscine Garibaldi

## Liste d'anciennes piscines

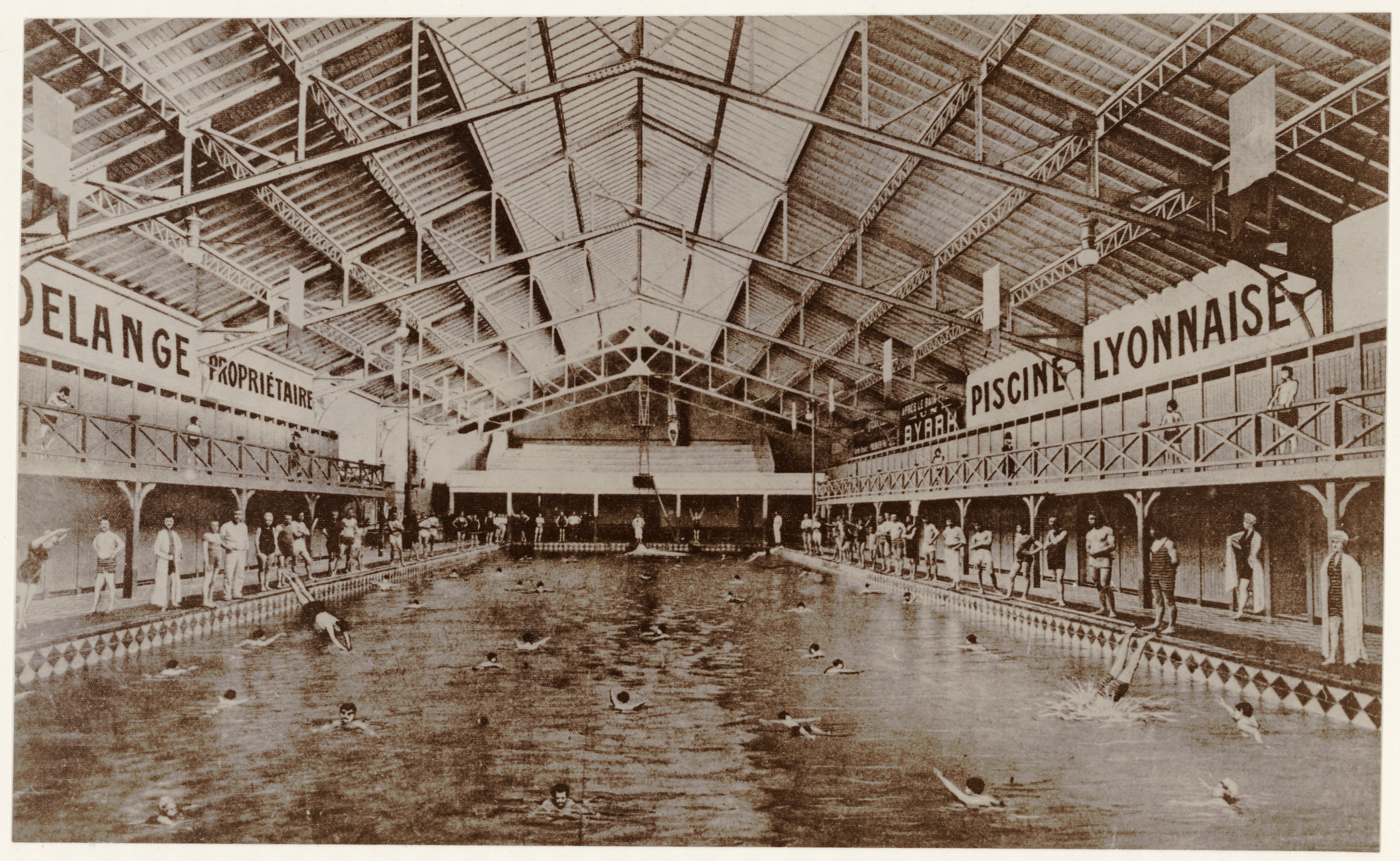
Piscine Delange en 1910

- Piscine Delange